# Psydrax arnoldiana
Psydrax arnoldiana är en måreväxtart som först beskrevs av De Wild. och Théophile Alexis Durand, och fick sitt nu gällande namn av Diane Mary Bridson. Psydrax arnoldiana ingår i släktet Psydrax och familjen måreväxter. Inga underarter finns listade i Catalogue of Life.